# Micronecta poweri
Micronecta poweri är en insektsart som först beskrevs av Douglas och Scott 1869.  Micronecta poweri ingår i släktet Micronecta, och familjen buksimmare. Arten är reproducerande i Sverige.